# Pseudantonina bambusae
Pseudantonina bambusae är en insektsart som beskrevs av Green 1922. Pseudantonina bambusae ingår i släktet Pseudantonina och familjen ullsköldlöss.
Artens utbredningsområde är Sri Lanka. Inga underarter finns listade i Catalogue of Life.